# Saturn Award für die besten Spezialeffekte
Folgende Spielfilme haben den Saturn Award für die besten Spezialeffekte gewonnen:
| Jahr | Preisträger                                                                    | Film                                            | Weitere Nominierungen |
| ---- | ------------------------------------------------------------------------------ | ----------------------------------------------- | --- |
| 1975 | Marcel Vercoutere                                                              | Der Exorzist                                    | Keine weiteren Nominierungen |
| 1976 | Doug Napp Bill Taylor John Carpenter Dan O’Bannon                              | Dark Star – Finsterer Stern                     | Keine weiteren Nominierungen |
| 1977 | L. B. Abbott                                                                   | Sonderauszeichnung für das Gesamtwerk           | Keine weiteren Nominierungen |
| 1978 | John Dykstra John Stears                                                       | Krieg der Sterne                                | Ray Harryhausen für Sindbad und das Auge des Tigers Chuck Gaspar & Albert Whitlock für Exorzist II – Der Ketzer Douglas Trumbull für Unheimliche Begegnung der dritten Art |
| 1979 | Colin Chilvers                                                                 | Superman                                        | Henry Miller Jr. für Unternehmen Capricorn Ira Anderson Jr. für Damien – Omen II Dell Rheaume & Russel Hessey für Die Körperfresser kommen Albert Whitlock für The Wiz – Das zauberhafte Land |
| 1980 | Douglas Trumbull John Dykstra Richard Yuricich                                 | Star Trek: Der Film                             | Brian Johnson & Nick Allder für Alien – Das unheimliche Wesen aus einer fremden Welt Peter Ellenshaw für Das schwarze Loch John Evans & John Richardson für Moonraker Robbie Knott für Muppet Movie |
| 1981 | Brian Johnson Richard Edlund                                                   | Das Imperium schlägt zurück                     | Chuck Comisky für Sador – Herrscher im Weltraum Richard Albain, Tommy Lee Wallace & James F. Liles für The Fog – Nebel des Grauens Dave Allen & Peter Kuran für Das Tier Gary Zeller für Scanners – Ihre Gedanken können töten |
| 1982 | Richard Edlund                                                                 | Jäger des verlorenen Schatzes                   | Ray Harryhausen für Kampf der Titanen Brian Johnson & Dennis Muren für Der Drachentöter John Stears für Outland – Planet der Verdammten Jon Bunker für Time Bandits |
| 1983 | Carlo Rambaldi Dennis Muren                                                    | E.T. – Der Außerirdische                        | Douglas Trumbull & Richard Yuricich für Blade Runner Roy Field & Brian Smithies für Der dunkle Kristall Tom Campbell, Bill Conway, John Carl Buechler & Steve Neill für Mutant – Das Grauen im All Rob Bottin für Das Ding aus einer anderen Welt |
| 1984 | Richard Edlund Dennis Muren Ken Ralston                                        | Die Rückkehr der Jedi-Ritter                    | Entertainment Effects Group für Projekt Brainstorm Ian Wingrove für Sag niemals nie Lee Dyer für Das Böse kommt auf leisen Sohlen Chuck Comisky, Kenneth Jones & Lawrence E. Benson für Das Geheimnis von Centreville |
| 1985 | Chris Walas                                                                    | Gremlins – Kleine Monster                       | Richard Edlund für 2010: Das Jahr, in dem wir Kontakt aufnehmen Lawrence E. Benson für Die Dunkle Macht der Finsternis Barry Nolan für Der Wüstenplanet Ralph Winter für Star Trek III: Auf der Suche nach Mr. Spock |
| 1986 | Kevin Pike                                                                     | Zurück in die Zukunft                           | The L.A. Effects Group für Phantom-Kommando Bruce Nicholson & Ralph Winter für Explorers – Ein phantastisches Abenteuer Richard Edlund für Die rabenschwarze Nacht – Fright Night Apogee, Inc. für Lifeforce – Die tödliche Bedrohung |
| 1987 | Stan Winston Robert Skotak Dennis Skotak                                       | Aliens – Die Rückkehr                           | Lyle Conway für Der kleine Horrorladen Richard Edlund für Poltergeist II – Die andere Seite Syd Mead & Eric Allard für Nummer 5 lebt! Ken Ralston & Michael Lantieri für Star Trek IV: Zurück in die Gegenwart |
| 1988 | Peter Kuran Phil Tippett Rob Bottin Rocco Gioffre                              | RoboCop                                         | Vern Hyde, Doug Beswick & Tom Sullivan für Tanz der Teufel II – Jetzt wird noch mehr getanzt Dennis Muren, Bill George, Harley Jessup & Kenneth F. Smith für Die Reise ins Ich Richard Edlund für Masters of the Universe Joel Hynek, Stan Winston, Richard Greenberg & Robert M. Greenberg für Predator Michael Lantieri für Die Hexen von Eastwick |
| 1990 | George Gibbs Ken Ralston Richard Williams                                      | Falsches Spiel mit Roger Rabbit                 | Alan Munro, Ted Rae & Robert Short für Beetlejuice Kevin Pike, Hoyt Yeatman & Will Vinton für Moonwalker Eric Brevig & Allen Hall für Die Geister, die ich rief … Eric Allard & Jeff Jarvis für Nummer 5 gibt nicht auf John Richardson für Willow |
| 1991 | Ken Ralston                                                                    | Zurück in die Zukunft II                        | Industrial Light & Magic (ILM), Dream Quest Images, Fantasy II Film Effects & Wonderworks für Abyss – Abgrund des Todes Richard Conway & Kent Houston für Die Abenteuer des Baron Münchhausen Bruce Nicholson, John T. Van Vliet, Richard Edlund & Laura Buff für Ghost – Nachricht von Sam Rick Baker, Ken Pepiot & Dennis Michelson für Gremlins 2 – Die Rückkehr der kleinen Monster Rick Fichter, David Sosalla & Peter Chesney für Liebling, ich habe die Kinder geschrumpft Phil Tippett, Rob Bottin & Peter Kuran für RoboCop 2 Thomas L. Fisher, Eric Brevig & Rob Bottin für Die totale Erinnerung – Total Recall Tom Woodruff junior & Alec Gillis für Tremors – Im Land der Raketenwürmer |
| 1992 | Stan Winston                                                                   | Terminator 2 – Tag der Abrechnung               | Richard Yuricich & Kevin Yagher für Bill & Ted’s verrückte Reise in die Zukunft Syd Dutton, Bill Taylor & Gene Warren Jr. für Roger Corman’s Frankenstein Stan Winston & Joel Hynek für Predator 2 Ken Ralston für Rocketeer Perpetual Motion Pictures & Dream Quest Images für Warlock – Satans Sohn |
| 1993 | Ken Ralston Tom Woodruff junior Alec Gillis                                    | Der Tod steht ihr gut                           | Alan Munro für Addams Family George Gibbs, Richard Edlund, Alec Gillis & Tom Woodruff junior für Alien 3 Richard Taylor & Bob McCarron für Braindead Roman Coppola für Bram Stoker’s Dracula Frank Ceglia, Paul Haines & Tom Ceglia für Der Rasenmähermann Bruce Nicholson & Ned Gorman für Jagd auf einen Unsichtbaren |
| 1994 | Dennis Muren Stan Winston Phil Tippett Michael Lantieri                        | Jurassic Park                                   | Michael J. McAlister & Kimberly K. Nelson für Demolition Man Pacific Data Images (PDI) & 4-Ward Productions für 4 himmlische Freunde Buena Vista Visual Effects, Matte World Digital & Rhythm & Hues für Hocus Pocus John E. Sullivan für Last Action Hero Ariel Velasco-Shaw, Eric Leighton & Gordon Baker für Nightmare Before Christmas Richard Edlund für Starfire |
| 1995 | John Bruno                                                                     | True Lies – Wahre Lügen                         | Andrew Mason für The Crow – Die Krähe Ken Ralston für Forrest Gump Illusion Arts Inc., Fantasy II Film Effects & Visual Concept Engineering (VCE) für Shadow und der Fluch des Khan Jeffrey A. Okun & Patrick Tatopoulos für Stargate Gregory L. McMurry für Timecop |
| 1996 | Stan Parks                                                                     | Jumanji                                         | John Dykstra, Thomas L. Fisher, Andrew Adamson & Eric Durst für Batman Forever Scott Farrar, Stan Winston & Michael Lantieri für Congo Eric Brevig für Der Indianer im Küchenschrank Joel Hynek für Judge Dredd Richard Edlund & Steve Johnson für Species |
| 1997 | Volker Engel Clay Pinney Douglas Smith Joe Viskocil                            | Independence Day                                | Scott Squires, Phil Tippett, James Straus & Kit West für Dragonheart Wes Takahashi, Charlie McClellan & Richard Taylor für The Frighteners Jim Mitchell, Michael L. Fink, David Andrews & Michael Lantieri für Mars Attacks! John Knoll für Star Trek: Der erste Kontakt Stefen Fangmeier, John Frazier, Habib Zargarpour & Henry LaBounta für Twister |
| 1998 | Phil Tippett Scott E. Anderson Alec Gillis Tom Woodruff junior John Richardson | Starship Troopers                               | Pitof, Erik Henry, Alec Gillis & Tom Woodruff junior für Alien – Die Wiedergeburt Ken Ralston, Stephen Rosenbaum, Jerome Chen & Mark Holmes für Contact Karen E. Goulekas & Mark Stetson für Das fünfte Element Dennis Muren, Stan Winston, Michael Lantieri & Randy Dutra für Vergessene Welt: Jurassic Park Eric Brevig, Peter Chesney, Rob Coleman & Rick Baker für Men in Black |
| 1999 | Volker Engel Patrick Tatopolous Karen E. Goulekas Clay Pinney                  | Godzilla                                        | Pat McClung, Richard R. Hoover & John Frazier für Armageddon – Das jüngste Gericht Andrew Mason, Mara Bryan, Peter Doyle & Tom Davies für Dark City Angus Bickerton für Lost in Space Rick Baker, Hoyt Yeatman, Allen Hall & Jim Mitchell für Mein großer Freund Joe Roger Guyett, Stefen Fangmeier & Neil Corbould für Der Soldat James Ryan |
| 2000 | Rob Coleman John Knoll Dennis Muren Scott Squires                              | Star Wars: Episode I – Die dunkle Bedrohung     | Stan Winston, Bill George, Kim Bromley & Robert Stadd für Galaxy Quest – Planlos durchs Weltall John Gaeta, Janek Sirrs, Steve Courtley & Jon Thum für Matrix John Andrew Berton junior, Daniel Jeannette, Ben Snow & Chris Corbould für Die Mumie Jim Mitchell, Joss Williams, Kevin Yagher & Mark S. Miller für Sleepy Hollow John Dykstra, Henry Anderson, Jerome Chen & Eric Allard für Stuart Little |
| 2001 | Scott E. Anderson Craig Hayes Scott Stokdyk Stan Parks                         | Hollow Man – Unsichtbare Gefahr                 | Michael Lantieri & David Drzewiecki für The 6th Day Kevin Scott Mack, Matthew E. Butler, Bryan Grill & Allen Hall für Der Grinch Stefen Fangmeier, Habib Zargarpour, Tim Alexander & John Frazier für Der Sturm Michael L. Fink, Michael J. McAlister, David Prescott & Theresa Ellis für X-Men |
| 2002 | Dennis Muren Scott Farrar Stan Winston Michael Lantieri                        | A.I. – Künstliche Intelligenz                   | Robert Legato, Nick Davis, Roger Guyett & John Richardson für Harry Potter und der Stein der Weisen Jim Mitchell, Danny Gordon Taylor, Donald Elliott & John Rosengrant für Jurassic Park III Jim Rygiel, Randall William Cook, Richard Taylor & Mark Stetson für Der Herr der Ringe: Die Gefährten John Andrew Berton junior, Daniel Jeannette, Neil Corbould & Thomas Rosseter für Die Mumie kehrt zurück Arthur Windus, Val Wardlaw, Hal Bertram, Nick Drew & Seb Caudron für Pakt der Wölfe |
| 2003 | Rob Coleman Pablo Helman John Knoll Ben Snow                                   | Star Wars: Episode II – Angriff der Klonkrieger | Jim Mitchell, Nick Davis, John Richardson & Bill George für Harry Potter und die Kammer des Schreckens Jim Rygiel, Joe Letteri, Randall William Cook & Alex Funke für Der Herr der Ringe: Die zwei Türme Scott Farrar, Henry LaBounta, Michael Lantieri & Nathan McGuinness für Minority Report John Dykstra, Scott Stokdyk, Anthony LaMolinara & John Frazier für Spider-Man Joel Hynek, Matthew E. Butler, Sean Andrew Faden & John Frazier für xXx – Triple X |
| 2004 | Jim Rygiel Joe Letteri Randall William Cook Alex Funke                         | Der Herr der Ringe: Die Rückkehr des Königs     | Dennis Muren, Edward Hirsh, Colin Brady & Michael Lantieri für Hulk John Gaeta, Kim Libreri, George Murphy & Craig Hayes für Matrix Revolutions John Knoll, Hal T. Hickel, Terry D. Frazee, Charles Gibson & Fluch der Karibik Pablo Helman, Danny Gordon Taylor, Allen Hall & John Rosengrant für Terminator 3 – Rebellion der Maschinen Michael L. Fink, Richard E. Hollander, Stephen Rosenbaum & Mike Vézina für X-Men 2 |
| 2005 | John Dykstra Scott Stokdyk Anthony LaMolinara John Frazier                     | Spider-Man 2                                    | Peter Chiang, Pablo Helman & Thomas J. Smith für Riddick: Chroniken eines Kriegers Karen E. Goulekas, Neil Corbould, Greg Strause & Remo Balcells für The Day After Tomorrow Roger Guyett, Tim Burke, Bill George & John Richardson für Harry Potter und der Gefangene von Askaban John Nelson, Andy Jones (VI), Erik Nash & Joe Letteri für I, Robot Scott Squires, Ben Snow, Daniel Jeannette & Syd Dutton für Van Helsing |
| 2006 | Joe Letteri Richard Taylor Christian Rivers Brian Van’t Hul                    | King Kong                                       | Janek Sirrs, Dan Glass, Chris Corbould & Paul Franklin für Batman Begins Dean Wright, Bill Westenhofer, Jim Berney & Scott Farrar für Die Chroniken von Narnia: Der König von Narnia Jim Mitchell, Tim Alexander, Tim Webber & John Richardson für Harry Potter und der Feuerkelch John Knoll, Roger Guyett, Rob Coleman & Brian Gernand für Star Wars: Episode III – Die Rache der Sith Dennis Muren, Pablo Helman, Randy Dutra & Daniel Sudick für Krieg der Welten |
| 2007 | John Knoll Hal T. Hickel Charles Gibson Allen Hall                             | Pirates of the Caribbean – Fluch der Karibik 2  | John Bruno, Eric Saindon, Craig Lyn & Michael Vezina für X-Men: Der letzte Widerstand Jeremy Dawson, Dan Schrecker, Mark G. Soper & Peter Parks für The Fountain Roger Guyett, Russell Earl, Patrick Tubach & Daniel Sudick für Mission: Impossible III Karin Joy, John Andrew Berton junior, Blair Clark & John Dietz für Schweinchen Wilbur und seine Freunde Mark Stetson, Neil Corbould, Richard R. Hoover & Jon Thum für Superman Returns |
| 2008 | Scott Farrar Scott Benza Russell Earl John Frazier                             | Transformers                                    | Chris Watts, Grant Freckelton, Derek Wentworth & Daniel Leduc für 300 Michael L. Fink, Bill Westenhofer, Ben Morris & Trevor Wood für Der Goldene Kompass Tim Burke, John Richardson, Paul J. Franklin & Greg Butler für Harry Potter und der Orden des Phönix John Knoll, Hal T. Hickel, Charles Gibson & John Frazier für Pirates of the Caribbean – Am Ende der Welt Scott Stokdyk, Peter Nofz, Spencer Cook & John Frazier für Spider-Man 3 |
| 2009 | Nick Davis Chris Corbould Tim Webber Paul Franklin                             | The Dark Knight                                 | Eric Barba, Steve Preeg, Burt Dalton & Craig Barron für Der seltsame Fall des Benjamin Button Pablo Helman & Daniel Sudick für Indiana Jones und das Königreich des Kristallschädels John Nelson, Ben Snow, Daniel Sudick & Shane Mahan für Iron Man Michael J. Wassel, Adrian De Wet, Andrew Chapman & Eamonn Butler für Hellboy – Die goldene Armee Dean Wright & Wendy Rogers für Die Chroniken von Narnia: Prinz Kaspian von Narnia |
| 2010 | Joe Letteri Robert Rosenbaum Richard Baneham Andrew R. Jones                   | Avatar – Aufbruch nach Pandora                  | Volker Engel, Marc Weigert & Mike Vézina für 2012 Dan Kaufman, Peter Muyzers, Robert Habros & Matt Aitken für District 9 Tim Burke, John Richardson, Nicolas Aithadi & Tim Alexander für Harry Potter und der Halbblutprinz Roger Guyett, Russell Earl, Paul Kavanagh & Burt Dalton für Star Trek John Des Jardin, Peter G. Travers, Joel Whist & Jessica Norman für Watchmen – Die Wächter |
| 2011 | Andrew Lockley Chris Corbould Paul Franklin                                    | Inception                                       | Ben Snow, Daniel Sudick, Janek Sirrs & Ged Wright für Iron Man 2 Tom C. Peitzman, Ken Ralston, David Schaub & Carey Villegas für Alice im Wunderland Eric Barba, Karl Denham, Steve Preeg & Nikos Kalaitzidis für Tron: Legacy Nicolas Aithadi, Christian Manz, John Richardson & Tim Burke für Harry Potter und die Heiligtümer des Todes – Teil 1 Barrie Helmsley & Angus Bickerton für Die Chroniken von Narnia: Die Reise auf der Morgenröte |
| 2012 | R. Christopher White Joe Letteri Dan Lemmon Daniel Barrett                     | Planet der Affen: Prevolution                   | David Vickery, Greg Butler, John Richardson & Tim Burke für Harry Potter und die Heiligtümer des Todes – Teil 2 Wayne Stables, Jamie Beard, Matthias Menz, Matt Aitken, Joe Letteri & Keith Miller für Die Abenteuer von Tim und Struppi – Das Geheimnis der Einhorn Kim Libreri, Russell Earl, Steve Riley & Dennis Muren für Super 8 John Frazier, Scott Farrar, Scott Benza & Matthew E.Butler für Transformers 3 Paul Corbould, Christopher Townsend & Mark G. Soper für Captain America: The First Avenger |
| 2013 | Janek Sirrs Jeff White Guy Williams Dan Sudick                                 | Marvel’s The Avengers                           | Grady Cofer, Pablo Helman, Jeanie King & Burt Dalton für Battleship Joe Letteri, Eric Saindon, David Clayton & R. Christopher White für Der Hobbit: Eine unerwartete Reise Chris Corbould, Peter Chiang, Scott R. Fisher & Sue Rowe für John Carter – Zwischen zwei Welten Bill Westenhofer, Guillaume Rocheron, Erik-Jan De Boer & Donald R. Elliott für Life of Pi: Schiffbruch mit Tiger Cedric Nichols-Troyan, Philip Brennan, Neil Corbould & Michael Dawson für Snow White and the Huntsman |
| 2014 | Tim Webber Chris Lawrence David Shirk Neil Corbould                            | Gravity                                         | Joe Letteri, Eric Saindon, David Clayton & Eric Reynolds für Der Hobbit: Smaugs Einöde Joe Letteri, John Desjardin & Dan Lemmon für Man of Steel John Knoll, James E. Price, Clay Pinney & Rocco Larizza für Pacific Rim Patrick Tubach, Ben Grossmann & Burt Dalton für Star Trek Into Darkness Jake Morrison, Paul Corbould & Mark Breakspear für Thor – The Dark Kingdom |
| 2015 | Paul Franklin Andrew Lockley Ian Hunter Scott Fisher                           | Interstellar                                    | Dan Daleeuw, Russell Earl, Bryan Grill & Daniel Sudick für The Return of the First Avenger Joe Letteri, Dan Lemmon, Daniel Barrett & Erik Winquist für Planet der Affen: Revolution Gary Brozenich, Nick Davis, Jonathan Fawkner & Matthew Rouleau für Edge of Tomorrow Stéphane Ceretti, Nicholas Aithadi, Jonathan Fawkner & Paul Corbould für Guardians of the Galaxy Joe Letteri, Eric Saindon, David Clayton & R. Christopher White für Der Hobbit: Die Schlacht der Fünf Heere |
| 2016 | Roger Guyett Patrick Tubach Neal Scanlan Chris Corbould                        | Star Wars: Das Erwachen der Macht               | Paul Corbould, Christopher Townsend, Ben Snow & Paul Butterworth für Avengers: Age of Ultron Mark Ardington, Sara Bennett, Paul Norris & Andrew Whitehurst für Ex Machina John Rosengrant, Michael Lantieri & Tim Alexander für Jurassic World Andrew Jackson, Dan Oliver, Andy Williams & Tom Wood für Mad Max: Fury Road Anders Langlands, Chris Lawrence, Richard Stammers & Steven Warner für Der Marsianer – Rettet Mark Watney |
| 2017 | John Knoll Mohen Leo Hal T. Hickel Neil Corbould                               | Rogue One: A Star Wars Story                    | Tim Burke, Christian Manz & David Watkins für Phantastische Tierwesen und wo sie zu finden sind Stéphane Ceretti, Richard Bluff & Vincent Cirelli für Doctor Strange Robert Legato, Adam Valdez, Andrew R. Jones & Dan Lemmon für The Jungle Book Joe Letteri & Joel Whist für BFG – Big Friendly Giant Louis Morin & Ryal Cosgrove für Arrival |
| 2018 | Christopher Townsend Guy Williams Jonathan Fawkner Dan Sudick                  | Guardians of the Galaxy Vol. 2                  | Geoffrey Baumann, Craig Hammack & Dan Sudick für Black Panther John Nelson, Paul Lambert, Richard R. Hoover & Gerd Nefzer für Blade Runner 2049 Stephen Rosenbaum, Jeff White, Scott Benza & Mike Meinardus für Kong: Skull Island Ben Morris, Mike Mulholland, Chris Corbould & Neal Scanlan für Star Wars: Die letzten Jedi Joe Letteri, Dan Lemmon, Daniel Barrett & Joel Whist für Planet der Affen: Survival |
| 2019 |                                                                                | Avengers: Endgame                               | A Quiet Place Aladdin Godzilla II: King of the Monsters Mission: Impossible – Fallout Ready Player One Spider-Man: Far From Home |
| 2021 | Roger Guyett Neal Scanlan Patrick Tubach Dominic Tuohy                         | Star Wars: Der Aufstieg Skywalkers              | Scott Fisher & Allen Maris für Ad Astra – Zu den Sternen Mark Hawker, Yael Majors & Greg Steele für Birds of Prey: The Emancipation of Harley Quinn Kristy Hollidge & Nicholas Brooks für Es Kapitel 2 Ken Egly & Robert Legato für Der König der Löwen Andrew Jackson, Andrew Lockley, Scott Fisher & Mike Chambers für Tenet Neil Corbould, Eric Barba, Vinod Gundre & Sheldon Stopsack für Terminator: Dark Fate |
| 2022 | John Desjardin Bryan Hirota Kevin Smith Pier Lefebvre Mike Meinardus           | Godzilla vs. Kong                               | Janek Sirrs, Theo Bialek, Erik Winquist, Alexis Wajbrot & Olivier Dumont für Doctor Strange in the Multiverse of Madness Sheena Duggal & Alessandro Ongaro für Ghostbusters: Legacy Kelly Port, Chris Waegner, Scott Edelstein & Daniel Sudick für Spider-Man: No Way Home David Vickery für Jurassic World: Ein neues Zeitalter Christopher Townsend, Joe Farrell, Sean Walker & Dan Oliver für Shang-Chi and the Legend of the Ten Rings Scott Fisher & Ryan Tudhope für Top Gun: Maverick |
| 2024 | Joe Letteri Richard Baneham Eric Saindon Daniel Barrett                        | Avatar: The Way of Water                        | Jay Cooper, Ian Comley, Andrew Roberts & Neil Corbould für The Creator Stéphane Ceretti, Alexis Wajsbrot, Guy Williams & Daniel Sudick für Guardians of the Galaxy Vol. 3 Andrew Whitehurst, Kathy Siegel, Robert Weaver & Alistair Williams für Indiana Jones und das Rad des Schicksals Alex Wuttke, Simone Coco, Jeff Sutherland & Neil Corbould für Mission: Impossible – Dead Reckoning Teil Eins Andrew Jackson, Giacomo Mineo, Scott Fisher & David Drzewiecki für Oppenheimer |
| 2025 | Paul Lambert Stephen James Rhys Salacombe Gerd Nefzer                          | Dune: Part Two                                  | Alien: Romulus Angus Bickerton, James Brennan-Craddock, Neal Scanlan & Stefano Pepin für Beetlejuice Beetlejuice Deadpool & Wolverine Masaki Takahashi, Tatsuji Nojima, Kiyoko Shibuya & Takashi Yamazaki für Godzilla Minus One Erik Winquist für Planet der Affen: New Kingdom Twisters |